# 伊藤慶太
伊藤 慶太（いとう けいた、1972年1月7日 - ）は、NHKのアナウンサー。

## 人物
秋田県立秋田高等学校、学習院大学卒業後、1996年入局。高校時代は硬式野球部に所属し、投手として選抜高等学校野球大会（61回大会）に出場した経験を持つ。

## 現在の出演番組
- スポーツ中継（主にプロ野球中継、高校野球中継：実況）

## 主な実況実績
- オリンピック中継　JC派遣 夏3 回（12'ロンドン、21'東京）
  - 2012年 ロンドンオリンピック　競泳、フェンシング、アーチェリー、ボクシング、ビーチバレー、カヌーを担当
  - 2021年 東京オリンピック　競泳、ゴルフ、スポーツクライミング、野球
  - 2024年パリオリンピック開会式実況他
- 高校野球中継
  - うち、決勝戦テレビ実況を4度（ラジオ実況1度）担当（'13春・浦和学院×済美、'14夏・三重×大阪桐蔭、'22春・近江×大阪桐蔭）* '22夏（R1・ラジオ第一）・仙台育英×下関国際）（2022年8月22日）、* '23夏・仙台育英×慶応）（2023年8月23日）
- ラグビー中継
  - 2015年9月23日、ラグビーワールドカップ20151次リーググループBのラグビースコットランド代表 対 ラグビー日本代表戦（イングランド・グロスター・キングスホルム・スタジアム、NHK BS1）担当（現地解説は薫田真広）。
  - 2015年10月12日、同グループBのラグビーアメリカ合衆国代表 対 ラグビー日本代表戦（イングランド・グロスター・キングスホルム・スタジアム、NHK BS1）担当。日本がアメリカ28対18で勝利、ワールドカップ1大会初の3勝目を挙げるも準々決勝進出できなかった試合を実況した（現地解説は中竹竜二）。
  - 2015年10月17日、同準々決勝 ラグビー南アフリカ共和国代表 対 ラグビーウェールズ代表（イングランド・ロンドン・トゥイッケナム・スタジアム、NHK BS1）担当（現地解説は薫田真広）。
  - 2015年10月24日、同準決勝 ラグビー南アフリカ共和国代表 対 ラグビーニュージーランド代表（イングランド・ロンドン・トゥイッケナム・スタジアム、NHK BS1）担当（現地解説は薫田真広）。
  - 2015年10月25日、同準決勝  ラグビーアルゼンチン代表 対  ラグビーオーストラリア代表（イングランド・ロンドン・トゥイッケナム・スタジアム、NHK BS1）担当（現地解説は薫田真広）。
  - 2015年11月1日、同決勝 ニュージーランド 対 オーストラリア（イングランド・ロンドン・トゥイッケナム・スタジアム、NHK BS1）担当（現地解説は薫田真広）。

## 過去の出演番組
東京アナウンス室時代
- NHKニュースおはよう日本（平日スポーツコーナー、2004年4月 - 2006年3月）

大阪放送局時代
- サンデースポーツ（豊原謙二郎の夏季休暇による代理キャスター）（2023年8月27日）
- サンデースポーツ（豊原謙二郎がラグビーワールドカップ2023フランス大会現地取材による代理キャスター）（2023年9月10日・9月17日）
- ラグビーワールドカップ2023（総合・BS4K・NHKプラス）
  - 1次リーグ・グループD「日本」対「サモア」（2023年9月29日） - スタジオ副音声進行（ゲスト：廣瀬俊朗・田村優・山本幸輝・岡田准一・二所ノ関親方）
  - ウィークリーハイライト（2023年9月30日） - スタジオ進行（堀越葉月アナウンサーとともに、解説：五郎丸歩）